# Jacques Stella

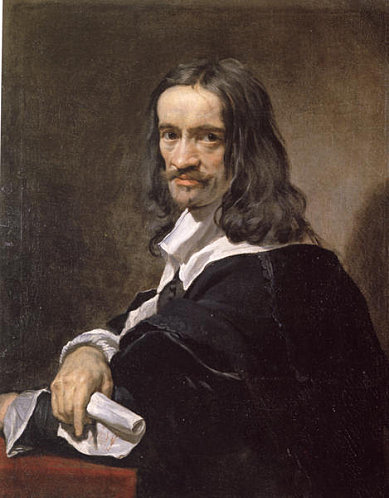
Zelfportret

Jacques Stella (1596-1657) was een Frans kunstschilder, die gerekend wordt tot de school van het Franse classicisme.
Stella verbleef een tijd in Rome waar hij onder andere de klassieke beeldhouwkunst bestudeerde. Daarna maakte hij carrière in Parijs. Hij is vooral bekend voor zijn werken op steen en met zijn precieze en lineaire stijl wordt hij gerekend de Parijse school van het atticisme, die zich inspireerden op de Griekse standbeelden.

## Werken
- Judith met het hoofd van Holofernes, een vroeg werk op steen.

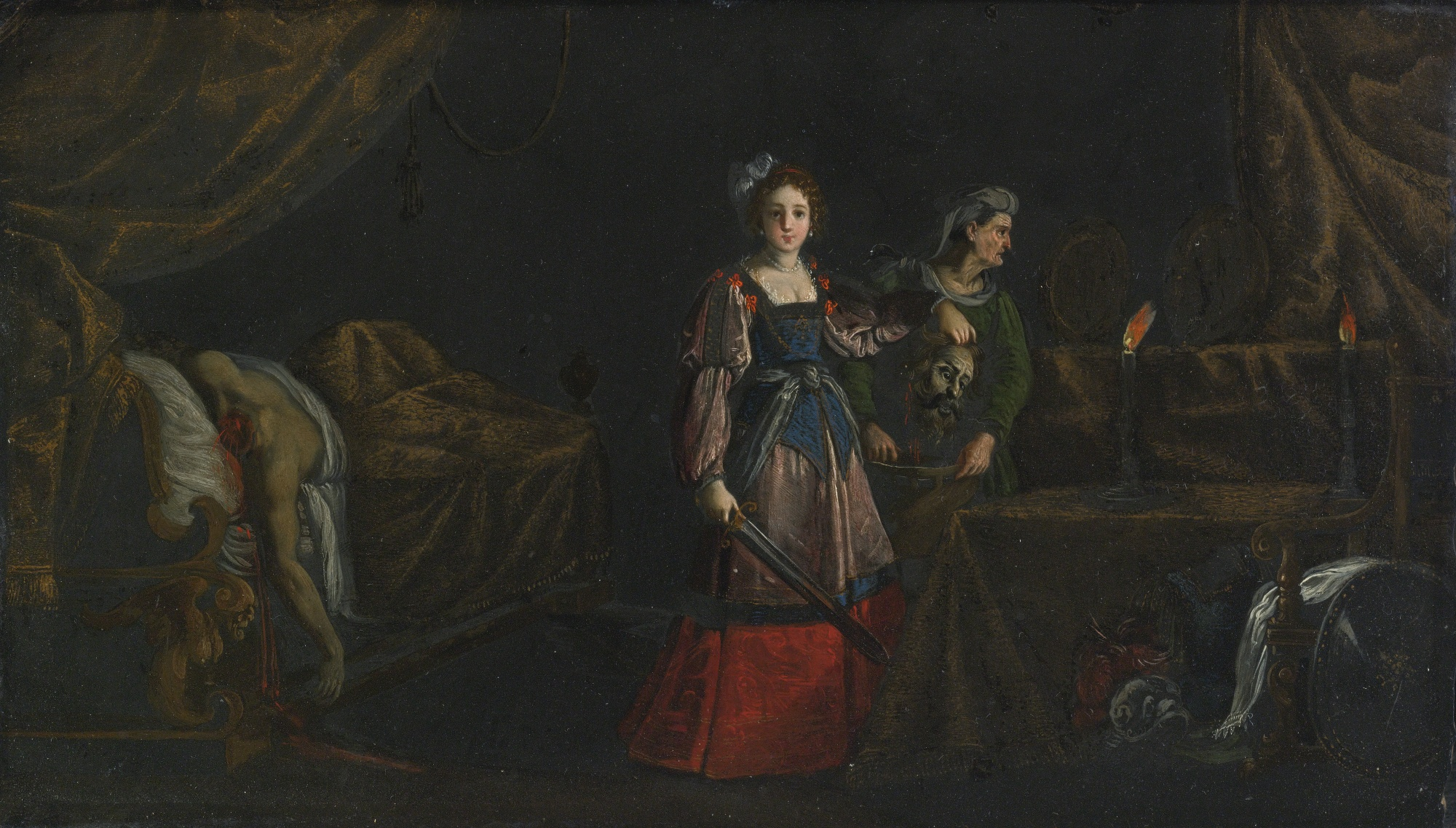
Judith met het hoofd van Holofernes

- Art Gallery of South Australia: 13615
- Biblioteca Nacional de España: XX853901
- Bibliothèque nationale de France: cb12041129h (data)
- Biografisch Portaal: 76564966
- Catàleg d'autoritats de noms i títols de Catalunya: 981058617649906706
- CiNii: DA03107055
- Gemeinsame Normdatei: 118812092
- International Standard Name Identifier: 0000 0001 2099 9278
- KulturNav: 4e3fadf7-a318-4e0b-b063-e3dbebf04979
- Library of Congress Control Number: n85817061
- MusicBrainz: 845890b0-8515-4014-aea1-7a2a8b1313ab
- Nationale Bibliotheek van Tsjechië: xx0192886
- Nationale Bibliotheek van Israël: 987007513433505171
- Nederlandse Thesaurus van Auteursnamen: 117130540
- Réseau des bibliothèques de Suisse occidentale: 02-A003862461
- RKD-Nederlands Instituut voor Kunstgeschiedenis: 75013
- Istituto Centrale per il Catalogo Unico: BVEV067319
- Système universitaire de documentation: 028610733
- Union List of Artist Names: 500116814
- Virtual International Authority File: 24619300
- WorldCat: E39PBJv8CH4pxxwFDv7TfCYF8C